# Jan Epstein

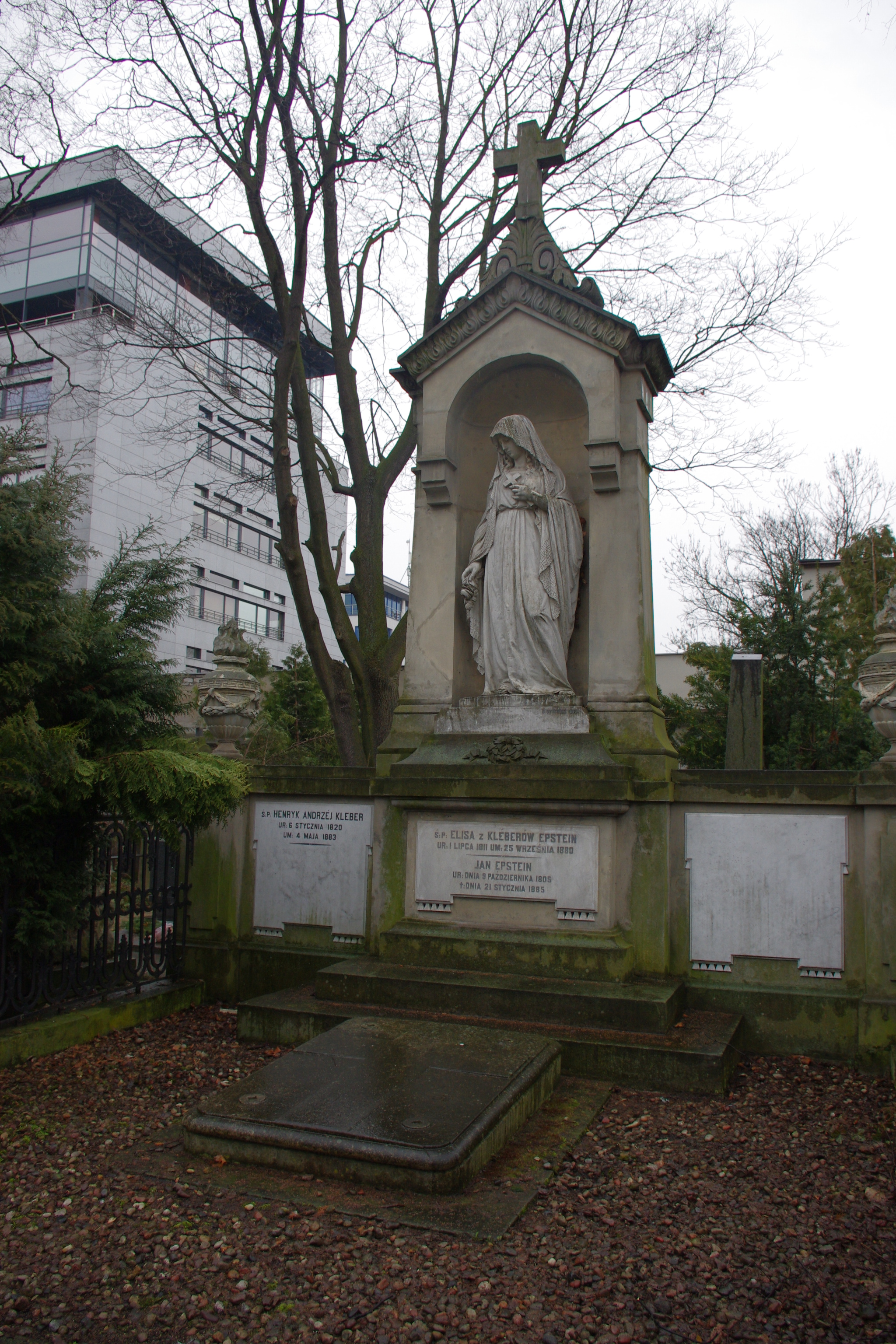
Grób bankiera Jana Epsteina (1805-1885) na Cmentarzu ewangelicko-reformowanym w Warszawie

Jan Epstein (ur. 9 października 1805 w Warszawie, zm. 21 stycznia 1885 tamże) – bankier, przedsiębiorca i filantrop warszawski.

## Życiorys
Był jednym z czterech synów kupca i oficera wojsk polskich Jakuba i Henrietty z Glicksonów. Jako jedyny z jego synów porzucił wiarę mojżeszową i przeszedł na kalwinizm. Kształcił się w szkole oo. pijarów na warszawskim Żoliborzu. Ukończył ją w roku 1820 i udał się za granicę, m.in. do Wrocławia i Berlina, gdzie studiował prawo i praktykował w różnych bankach.
Do Polski Epstein powrócił dopiero w 1836 i zajął się bankowością, otwierając własny bank przy ul. Granicznej w Warszawie, później połączony z Bankiem Handlowym. W roku 1848 został radcą handlowym Banku Polskiego, a w roku 1853 sędzią handlowym.
Równolegle z działalnością bankową Epstein zajmował się przemysłem. W roku 1842 kupił papiernię w Moździerzu (obecnie Soczewka) w powiecie płockim, która po inwestycjach i modernizacji w 1853 dawała pracę 300 osobom i uważana była za czołowy zakład branży papierniczej w Imperium Rosyjskim. Roczny obrót wynosił 300 000 rubli. Przy fabryce Epstein założył szkołę dla dzieci pracowników, ambulatorium z własnym lekarzem, tani sklep zakładowy i skłonił robotników do założenia kasy oszczędnościowej i towarzystwa wzajemnej pomocy. W 1884 roku papiernia dawała pracę 485 osobom, a roczna wartość produkcji wynosiła 465 000 rubli. Na rok przed śmiercią przekształcił swe przedsiębiorstwo w spółkę akcyjną.
Był czynnym członkiem konsystorza wyznania reformowanego w Polsce i jednym z inicjatorów budowy nowego kościoła przy warszawskiej ulicy Leszno. Żonaty z Elizą z Kleberów (1811–1880) i miał z nią pięcioro dzieci: Juliusza Eugeniusza (1839–1907, przemysłowca), Stanisława Józefa Benedykta (1842–1916), Zofię Annę Henriettę (ur. 1844, żonę Alfreda Bourrée), Wiktorię Marię Elżbietę (ur. 1845, żonę Tonego Conte) i Jakuba Ignacego Hektora (1847–1906, przemysłowca).
Jan Epstein spoczywa wraz z małżonką na cmentarzu kalwińskim w Warszawie (kw. C, rząd 6, nr 1).